# Jean-Benoît Albertini
Jean-Benoît Albertini, né le 9 mai 1963 à Port-Étienne, aujourd'hui Nouadhibou (Mauritanie), est un haut fonctionnaire français.  
Jean-Benoît Albertini est préfet de la région Normandie, préfet de la Seine-Maritime depuis 2023, après avoir notamment été conseiller du Premier ministre Jean-Pierre Raffarin (2002-2004), directeur de cabinet de Frédéric de Saint-Sernin (2004-2005), de Richard Ferrand et de Jacques Mézard (2017). 

## Biographie

### Jeunesse et études
Jean-Benoît Albertini est diplômé de l'Institut d'études politiques de Paris et ancien de l'École nationale d'administration (ENA) (promotion « Liberté, Égalité, Fraternité », 1989). Il est docteur en droit.   

### Parcours professionnel
Ayant choisi l'administration préfectorale, après plusieurs postes comme sous-préfet, il fait sa mobilité au Service de coopération technique internationale de police de 1993 à 1996, puis est nommé secrétaire général de l’ENA de 1996 à 1998. Il est l’auteur d’ouvrages sur la réforme de l’État.   
De 1998 à 2002, il est secrétaire général pour les affaires régionales de la préfecture de la région Midi-Pyrénées. 
De 2002 à 2004, il est conseiller technique, chargé de l'aménagement du territoire et des collectivités territoriales, auprès du Premier ministre Jean-Pierre Raffarin à Matignon. En 2004-2005, il est directeur du cabinet de Frédéric de Saint-Sernin, secrétaire d'État à l'Aménagement du territoire. Il occupe ensuite les fonctions d'adjoint au délégué à l'aménagement du territoire et à l'action régionale à la DATAR de 2005 à 2008.
Il obtient son premier poste de préfet en 2008 : du 10 décembre 2008 au 10 juin 2010, il est préfet du Territoire de Belfort
Le 28 juin 2010, Jean-Benoît Albertini est nommé directeur de la modernisation et de l’action territoriale du ministère de l’Intérieur, de l’outre-mer et des collectivités territoriales  dont il devient en même temps le secrétaire général adjoint.
Depuis 2011, il coordonne les enseignements d'administration territoriale à l'ENA.
Le 24 juillet 2013, il est nommé préfet de la Vendée,,,.
Il y coordonne notamment le découpage intercommunal de la Vendée qui aboutit en 2016. Une belle réalisation dans cette période de préfectorat est le classement, en 2017, du passage du Gois avec l'île de la Crosnière et le polder de Sébastopol comme « site d'intérêt national et patrimonial ».
Le 18 mai 2017, il devient directeur de cabinet du ministre de la Cohésion des Territoires Richard Ferrand, ce périmètre de compétence recouvrant l'aménagement du territoire, le logement et la politique de la ville. Il poursuit ces fonctions auprès de Jacques Mézard qui succède à Richard Ferrand le 21 juin 2017. Le 6 septembre 2017, il est nommé commissaire général à l’égalité des territoires au CGET. 
Il quitte ce poste le 4 avril 2018 pour être nommé peu après préfet de l'Essonne, poste qu’il occupe jusqu’en 2020.
À compter du 24 août 2020, il est secrétaire général du ministère de l’Intérieur.

## Distinctions
- Chevalier de la Légion d'honneur (décret du 13 juillet 2010).
- Officier de l'ordre national du Mérite (décret du 14 novembre 2016).
- Chevalier de l'ordre des Palmes académiques
- Officier de l'ordre du Mérite agricole (2024)[9]
- Chevalier de l'ordre des Arts et des Lettres (arrêté du 12 mai 2021).
- Médaille de la Défense nationale, échelon bronze

- Médaille d'honneur de l'administration pénitentiaire, or (arrêté du 16 octobre 2023).
- Médaille de l'administration territoriale de l'État, échelon or avec agrafe « Administration déconcentrée » (2025)[10]

## Publications
- Jean-Benoît Albertini, Christian Berenguer et Jean-Luc Marx, Dictionnaire juridique, Pouvoirs locaux, Dalloz, 1993.
- Jean-Benoît Albertini, La déconcentration : l'administration territoriale dans la réforme de l'État, Paris, coll. « Collectivités territoriales », Economica, 1997.
- Jean-Benoît Albertini, Contribution à une théorie de l'État déconcentré, thèse, Bruxelles, Bruylant, 1998, 423 p.
- Jean-Benoît Albertini, Réforme administrative et réforme de l'État en France : thèmes et variations de l'esprit de réforme de 1815 à nos jours, Paris, Economica, coll. « Collectivités territoriales », 2000, 168 p. (ISBN 9782717839746).
- Jean-Benoît Albertini, Les contrats de projets État-régions, La Documentation française, coll. « Territoires en mouvement », 2007, 112 p. (ISBN 978-2-11-006902-3).